# Robert Plank (Kommunalbeamter)
Robert Plank (geboren 31. Oktober 1889 in Landshut; gestorben 3. September 1949 ebenda) war ein deutscher Kommunalbeamter in Nürnberg.

## Leben
Robert Plank besuchte das Gymnasium in Landshut und studierte Jura in München. Er wurde 1914 an der Universität Erlangen promoviert. Das Referendariat unterbrach er, wurde als Soldat im Ersten Weltkrieg an der Ost- und Westfront eingesetzt und wurde als Oberleutnant entlassen. 1919 machte er das zweite Staatsexamen und wurde Verwaltungsbeamter bei der Stadt Nürnberg im Wohlfahrts- und Jugendreferat. 1925 wurde er zum Stadtrat gewählt. 
Plank trat nach der Machtergreifung der Nationalsozialisten zum 1. Mai 1933 in die NSDAP ein (Mitgliedsnummer 3.181.423) und amtierte in Nürnberg als Jugendreferent, als Beigeordneter für das Fürsorge- und Anstaltswesen und übernahm 1934 auch noch das Theater- und Konzertwesen. Im Herbst 1933 erhielt er in Anerkennung der vorbildlichen Führung des städtischen Gesundheitsamts die Ehrendoktorwürde der medizinischen Fakultät der Universität München. In der Zeit des Nationalsozialismus leitete er die Süddeutsche Arbeitsgemeinschaft für Wohlfahrtspflege im Deutschen Gemeindetag. In der Organisation des Deutschen Roten Kreuzes avancierte er 1937 zum DRK-Generalführer.
Plank überwarf sich mit Julius Streicher, genoss aber das Vertrauen Karl Fiehlers. In der Parteiorganisation wurde er Gauhauptstellenleiter im Amt für Kommunalpolitik und Gaustellenleiter im Amt für Rassenpolitik. Plank versuchte im innerparteilichen Gerangel um Einfluss auf die Volksfürsorgeinstitutionen die Kompetenzen der lokalen Organisationen gegen das Vordringen der NSV in einem Volkspflegegesetz zu stärken.
Plank verfasste zahlreiche Artikel zur Gesundheitspolitik und Jugendfürsorge. Er wurde nach Kriegsende von den Alliierten verhaftet, über seine Entnazifizierung ist nichts bekannt. Bereits 1948 war er wieder kommunalpolitisch als Geschäftsführer der Nürnberger Aufbaugesellschaft tätig.

## Schriften (Auswahl)
- Säumnis des Verfassers und Verlegers. München: Krämer, 1913. Erlangen, Jur. Diss., 1914
- mit Andreas Grieser: Die Auswirkungen der Trunksucht, betrachtet vom Standpunkt einer großstädtischen Verwaltung. Die Trinkerfürsorge im Rahmen der öffentlichen und privaten Wohlfahrtspflege. Berlin-Dahlem: „Auf der Wacht“, 1930
- Zehn Jahre Nürnberger Kinderhilfe, 1920–1930. Nürnberg: Fränkische Verlagsanstalt, 1931
- Die neue Fürsorgestelle für Lungenkranke in Nürnberg. Nürnberg: Spandel, 1933
- Festschrift anläßlich der Wiedereröffnung des Nürnberger Opernhauses. Nürnberg, 1935
- Fürsorge- und Jugendrecht. Berlin; Spaeth & Linde, 1936 = Die Verwaltungs-Akademie. 2,1,29. Der Aufbau des nationalsozialistischen Staates ; Gruppe 1, Der verwaltungsrechtliche Aufbau ; 29, Fürsorge- und Jugendrecht